# Gibraltars flag
Gibraltars flag er et banner baseret på byens våben fra 1502 og viser en rød borg med en gul nøgle hængende under sig på en hvid over rød flagdug. Borgen og nøglen henviser til Gibraltars centrale militære og strategiske placering ved indløbet til Middelhavet. Våbnet blev givet til Gibraltar 10. juli 1502 af Isabella 1. af Kastilien.
Efter at have været i brug siden begyndelsen af 1900-tallet, blev byens flag officielt anerkendt af Elizabeth 2. af Storbritannien 8. november 1982. Byens flag tjener også som civilt flag og statsflag på land. 

## Statsflag og koffardiflag
Til søs fører Gibraltar en serie flag baseret på britiske flagmodeller. Statsflaget til søs er en Blue Ensign med en særegn variant af byens våben i flagets frie ende. Dette blev indført i 1875. Fra flaget blev indført og frem til 1999 var våbenmærket i en hvid skive. Dette var også tilfældet for de fleste andre særmærkede britiske flag for kolonier. Traditionen med at sætte våbnet på en hvid skive, skyldes angiveligt, at den britiske marines officielle flagbog, Flags of all nations, havde for vane at vise mærkerne, som sad i flagene, på en rund, hvid bggrund. Selv om dette bare var en illustrationsteknisk måde at vise mærkerne, blev det i praksis tolket som at hele skiven skulle være med i flaget. Fremstillingen af flagene blev ændret med 1999-udgaven af Flags of all nations, da britiske flag nu blev fremstillet med våbnet direkte mod flagdugen. For at forbedre muligheden for identifikation blev også mærkets størrelse øget. 
Gibraltar har eget skibsregister og dermed eget koffardiflag. Dette er en Red Ensign som er mærket med yderligere en variant af byens våben i flagets frie ende. Koffardiflaget blev indført 19. marts 1996.
Våbnene i både statsflaget og koffardiflaget bærer mottoet montis insignia calpe.

## Guvernørens flag
Guvernøren, koloniens øverste myndighed og kronens repræsentant, fører sit eget flag efter samme model som øvrige guvernører i britiske besiddelser. Det vil sige det britiske unionsflag med koloniens våbenskjold omgivet af en krans i midten. 

## Eksternt link
- Gibraltar (United Kingdom) på Flags of the  World